# Aleta Freel
Aleta Freel (14 de junio de 1907 - 7 de diciembre de 1935) fue una actriz de teatro estadounidense.

## Biografía
Nació como Aleta Freile en Jersey City, Nueva Jersey, hija del médico Dr. William Freile  y de la ex Minnie Uchtman. 
Fue educada en la Escuela para niñas de Bergen en Jersey City. Se graduó de Smith College en 1928. 

## Carrera
Desempeñó papeles destacados en varias sociedades anónimas del este, incluidas University Players of Old Silver Beach y Palm Beach Players. Entre las representaciones teatrales de Freel se encontraba un papel en la obra Double Door, que se representó en el Teatro Ritz de la ciudad de Nueva York en el otoño de 1933. Sus créditos en Broadway incluyen Louder, Please (1931) y Three Times the Hour (1931). 

## Vida personal
Freel estaba casada con el actor de Hollywood Ross Alexander luego de un romance entre bastidores. Alexander era originario de Brooklyn y comenzó su carrera en Nueva York. Participó en muchas producciones de Broadway, una de las cuales fue The Ladder.

### Muerte
Freel se deprimió cuando su carrera no logró consolidarse y su matrimonio con Ross Alexander se volvió tenso. El 6 de diciembre de 1935, tomó un rifle calibre 22 de un armero en su casa y se pegó un tiro en la sien. Freel murió temprano a la mañana siguiente en el Hospital de Emergencias de Los Ángeles. Ella tenía 28 años. Su marido confió a la policía que él y Freel tuvieron una "pequeña pelea" durante la noche. Se sintió decepcionada por algunas pruebas de pantalla en las que tenía grandes esperanzas, pero que no tuvieron éxito. 
Según Henry Fonda, quien fue el padrino de la boda de Freel, ella se quitó la vida después de confirmar que Alexander había estado teniendo aventuras con otras mujeres y no por sus problemas profesionales. 
El 14 de diciembre de 1935, en Sacramento, California, el estado de California abrió una investigación sobre la "extraña muerte" de Aleta Freel. La investigación fue solicitada por Harold G. Hoffman, gobernador de Nueva Jersey. Amigos y familiares de la actriz pidieron a Hoffman y al gobernador Merriam de California una investigación exhaustiva. El padre de Freel, William, fue citado diciendo que, en el momento de la muerte de su hija, no estaba seguro de que ella se hubiera quitado la vida.
Nueve meses después, Alexander se casó con la actriz Anne Nagel. Sin embargo, tres meses después, 13 meses después del suicidio de Freel, se disparó y se suicidó con una pistola calibre 22. 